# Macromotettixoides
Macromotettixoides is een geslacht van rechtvleugeligen uit de familie doornsprinkhanen (Tetrigidae). De wetenschappelijke naam van dit geslacht is voor het eerst geldig gepubliceerd in 2005 door Zheng, Wei & Jiang.

## Soorten
Het geslacht Macromotettixoides omvat de volgende soorten:
- Macromotettixoides aelytra Zheng, Li & Shi, 2002
- Macromotettixoides brachynota Zheng & Shi, 2009
- Macromotettixoides cliva Zheng, Li, Wang & Niu, 2006
- Macromotettixoides jiuwanshanensis Zheng, Wei & Jiang, 2005
- Macromotettixoides wufengensis Zheng, Wei & Li, 2009
- Macromotettixoides zhengi Deng, 2011